# Революция 1905—1907 годов в России
Революция 1905 года, или Первая русская революция, — исторические события, происходившие в период с января 1905 по июнь 1907 года в Российской империи.
Началу революции предшествовала забастовка рабочих на Путиловском заводе 3 января. Забастовка послужила поводом к «Кровавому воскресенью» — расстрелу 9 (22) января 1905 года в Санкт-Петербурге войсками мирной демонстрации рабочих во главе со священником Георгием Гапоном (96 убитых и 333 раненых, из которых затем умерло ещё 34 человека, — сообщается в февральском докладе директора Департамента полиции А. А. Лопухина министру внутренних дел А. Г. Булыгину о событиях 9 января).
В этот период стачечное движение приняло особенно широкий размах, в армии и на флоте произошли волнения и восстания, что вылилось в массовые выступления против монархии. Манифестом Николая II от 6 августа 1905 «Об учреждении Государственной Думы» учреждалась Государственная Дума как законосовещательный орган при монархе. Однако волнения не прекращались. Итогом выступлений стал Манифест 17 октября 1905 года, даровавший гражданские свободы на началах неприкосновенности личности, свободы совести, слова, собраний и союзов. Манифестом расширялись полномочия будущей Государственной Думы: из законосовещательного органа она становилась органом законодательным.
За революцией последовала реакция: так называемый «Третьеиюньский переворот» 3 (16) июня 1907 года, что было вызвано тем, что результатом выборов в Думу второго созыва оказалось ещё большее усиление роли революционных партий. Были изменены правила выборов в Государственную думу для увеличения числа лояльных монархии депутатов; власти на местах не соблюдали декларированные в Манифесте 17 октября 1905 года свободы, наиболее существенный для большинства населения страны аграрный вопрос не был решён.
Таким образом, социальное напряжение, вызвавшее Первую русскую революцию, не было полностью снято, что определило предпосылки для последующего революционного выступления 1917 года.

## Причины революции

### Крестьянство
Крестьяне составляли самое многочисленное сословие Российской империи — около 77 % населения. Быстрый рост численности населения в 1860—1900 годах привёл к тому, что величина среднего надела сократилась примерно в 1,7—2 раза, в то время как средняя урожайность за указанный период выросла всего в 1,34 раза. Результатом этого дисбаланса стало постоянное падение среднего сбора хлеба на душу земледельческого населения и, как следствие, ухудшение экономического положения крестьянства в целом.
Помимо этого, в Европе происходили большие экономические перемены, вызванные появлением там сравнительно дешёвого американского зерна. Это поставило Россию, где зерно являлось основным экспортным товаром, в очень трудное положение.
Курс на активное стимулирование экспорта хлеба, взятый с конца 1880-х годов российским правительством, явился ещё одним фактором, ухудшившим продовольственное положение крестьянства. К примеру, при среднегодовом производстве зерна в Российской Империи в 47,7 млн т. в 1891—1900 годах среднегодовой экспорт зерна в 1896—1900 составлял 5,21 млн т. Лозунг «не доедим, но вывезем», выдвинутый министром финансов И. А. Вышнеградским, отражал стремление правительства поддерживать экспорт хлеба любой ценой, даже в условиях внутреннего неурожая. Это было одной из причин, приведших к голоду 1891—1892 года. Начиная с голода 1891 г. кризис сельского хозяйства все больше признавался как затяжной и глубокий недуг всей экономики Центральной России.
Мотивация крестьян к повышению производительности своего труда была низкой. Причины этого были изложены Витте в своих воспоминаниях следующим образом:
Как может человек проявить и развить не только свой труд, но инициативу в своем труде, когда он знает, что обрабатываемая им земля через некоторое время может быть заменена другой (община), что плоды его трудов будут делиться не на основании общих законов и завещательных прав, а по обычаю (а часто обычай есть усмотрение), когда он может быть ответственен за налоги, не внесённые другими (круговая порука)… когда он не может ни передвигаться, ни оставлять своё, часто беднее птичьего гнезда, жилище без паспорта, выдача коего зависит от усмотрения, когда, одним словом, его быт в некоторой степени похож на быт домашнего животного с тою разницею, что в жизни домашнего животного заинтересован владелец, ибо это его имущество, а Российское государство этого имущества имеет при данной стадии развития государственности в излишке, а то, что имеется в излишке, или мало, или совсем не ценится.
Постоянное снижение размеров земельных наделов («малоземелье») из-за демографического прироста населения привело к тому, что общим лозунгом российского крестьянства в революции 1905 года было требование земли за счёт перераспределения в пользу крестьянских общин частновладельческой (в первую очередь помещичьей) земли.

### Предпосылки революции[19]
| Политические | Экономические | Социальные |
| Осознание недостатков политической системы России в развитии в сравнении с другими передовыми европейскими странами и США, которые перешли к системе парламентаризма, когда Российская Империя только в конце XIX века стала задумываться о необходимости таких изменений.           | Основную роль в формировании упаднических экономических настроений в обществе играл обострившийся на рубеже веков мировой кризис. Качество жизни населения стремительно ухудшалось в связи с падением цен на главный экспортируемый ресурс — хлеб. | Рост численности населения и передовая индустриализация оставили значительную часть населения без земельных владений.            |
| Внутриполитические реформы Александра II, проводимые во второй половине XIX века, усилили влияние либеральных движений. В то же время контрреформы Александра III, а также консервативная политика Николая II не удовлетворяли потребностям либерально настроенных политических сил. | Выход из кризиса требовал стремительного роста промышленности, что повлекло за собой огромные затраты. Это привело к обеднению многочисленного крестьянского сословия.                                                                             | 12—14 часовые рабочие дни, низкий уровень зарплат и сильный приток населения в города вызывал ухудшение общественных настроений. |
| Поражение в ходе русско-японской войны 1904—1905 годов подорвало международный авторитет страны и уверенность народа в состоятельности власти. | Ограничение гражданских и экономических свобод населения. | Постоянно растущий уровень коррупции, бюрократии, халатности чиновников и бездействие государственных органов.                   |

## Начало революции

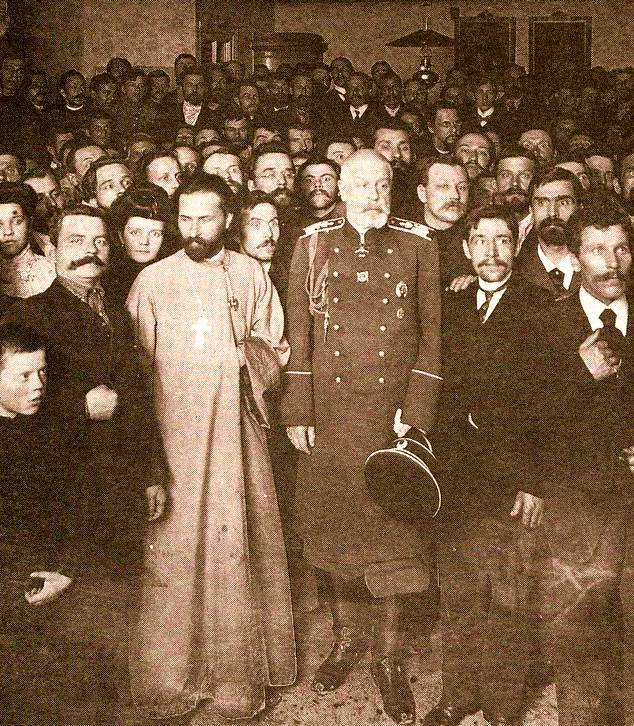
Г. А. Гапон в «Собрании русских фабрично-заводских рабочих». Фото Карла Буллы

В конце 1904 года в стране обострилось политическое противостояние. Провозглашённый правительством П. Д. Святополк-Мирского курс на доверие к обществу привёл к активизации деятельности оппозиции. Ведущую роль в оппозиции в тот момент играл либеральный «Союз освобождения». В сентябре представители «Союза освобождения» и революционных партий съехались на Парижскую конференцию, где обсуждали вопрос о совместной борьбе с самодержавием. По итогам конференции были заключены тактические соглашения, сущность которых выражалась формулой: «врозь наступать и вместе бить». В ноябре в Петербурге по инициативе «Союза освобождения» состоялся Земский съезд, которым была выработана резолюция с требованием народного представительства и гражданских свобод. Съезд дал толчок кампании земских петиций, требовавших ограничить власть чиновников и призвать общественность к управлению государством. Вследствие допущенного правительством ослабления цензуры тексты земских петиций проникали в печать и становились предметом всеобщего обсуждения. Революционные партии поддерживали требования либералов и устраивали студенческие демонстрации.
В конце 1904 года в события была вовлечена крупнейшая легальная рабочая организация страны — «Собрание русских фабрично-заводских рабочих г. Санкт-Петербурга». Во главе организации стоял священник Георгий Гапон. В ноябре группа членов «Союза освобождения» встретилась с Гапоном и руководящим кружком «Собрания» и предложила им выступить с петицией политического содержания. В ноябре-декабре идея выступления с петицией обсуждалась в руководстве «Собрания». В декабре на Путиловском заводе произошёл инцидент с увольнением четырёх рабочих. Мастером деревообделочной мастерской вагонного цеха Тетявкиным был поочерёдно заявлен расчёт четырём рабочим — членам «Собрания». Расследование инцидента показало, что действия мастера были несправедливыми и диктовались враждебным отношением к организации. От администрации завода потребовали восстановить уволенных рабочих и уволить мастера Тетявкина. В ответ на отказ администрации руководство «Собрания» пригрозило забастовкой. 2 января 1905 года на заседании руководства «Собрания» было решено начать забастовку на Путиловском заводе, а в случае неисполнения требований — обратить её во всеобщую и использовать для подачи петиции.
«Милые, не надо бояться смерти! Что смерть! Разве наша жизнь не страшнее смерти? Девушки, милые, не бойтесь смерти…».
3 января 1905 года забастовал Путиловский завод с 12 500 рабочими, а 4 и 5 января к бастующим присоединились ещё несколько заводов. Переговоры с администрацией Путиловского завода оказались безрезультатными, и 5 января Гапон бросил в массы мысль обратиться за помощью к самому царю. 7 и 8 января забастовка перекинулась на все предприятия города и обратилась во всеобщую. Всего в забастовке приняло участие 625 предприятий Петербурга со 125 000 рабочих. В те же дни Гапоном и группой рабочих была составлена на имя императора Петиция о рабочих нуждах, в которой наряду с экономическими содержались требования политического характера. Петиция требовала созыва народного представительства на основе всеобщего, прямого, тайного и равного голосования, введения гражданских свобод, ответственности министров перед народом, гарантий законности правления, 8-часового рабочего дня, всеобщего образования за государственный счёт и многого другого. 6, 7 и 8 января петиция зачитывалась во всех 11 отделах «Собрания», под ней были собраны десятки тысяч подписей. Рабочие приглашались в воскресенье, 9 января, явиться на площадь Зимнего дворца, чтобы «всем миром» вручить петицию царю.
7 января содержание петиции стало известно царскому правительству. Содержавшиеся в ней политические требования, предполагающие ограничение самодержавия, оказались неприемлемы для правящего режима. В правительственном сообщении они расценивались как «дерзкие». Вопрос о принятии петиции в правящих кругах не обсуждался. 8 января на заседании правительства под председательством Святополк-Мирского было решено не допускать рабочих до Зимнего дворца, а при необходимости останавливать их силой. С этой целью было решено расставить на главных магистралях города кордоны из войск, которые должны были преграждать рабочим путь к центру города. В город были стянуты войска общей численностью более 31 000 солдат. Вечером 8 января Святополк-Мирский ездил в Царское Село к императору Николаю II с докладом о принятых мерах. Царь записал об этом в своём дневнике. Общее руководство операцией было возложено на командующего Гвардейским корпусом князя С. И. Васильчикова.

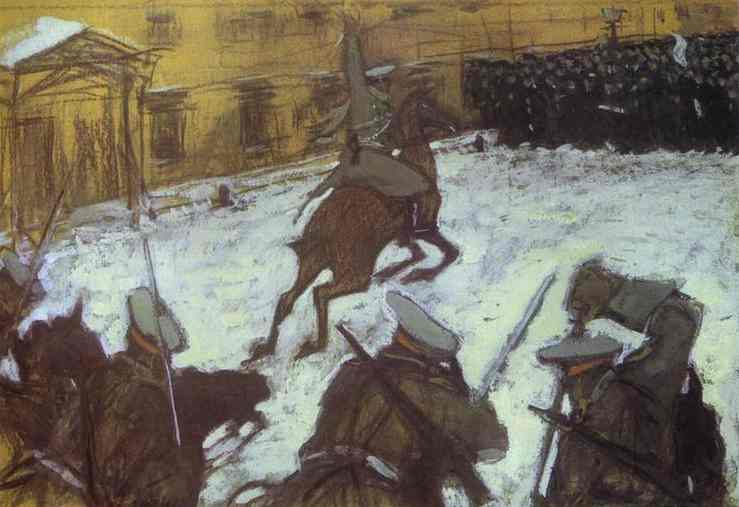
В. А. Серов. «Солдатушки, бравы ребятушки, где же ваша слава?», 1905 г.

Утром 9 января колонны рабочих общей численностью до 150 000 человек двинулись из разных районов к центру города. Во главе одной из колонн с крестом в руке шёл священник Гапон. При приближении колонн к воинским заставам офицеры требовали от рабочих остановиться, однако те продолжали двигаться вперёд. Уверенные в гуманности царя, рабочие упорно стремились к Зимнему дворцу, не обращая внимания на предупреждения и даже атаки кавалерии. Чтобы предотвратить доступ 150-тысячной толпы в центре города к Зимнему дворцу, войска произвели ружейные залпы. Залпы производились у Нарвских ворот, у Троицкого моста, на Шлиссельбургском тракте, на Васильевском острове, на Дворцовой площади и на Невском проспекте. В других частях города толпы рабочих разгонялись саблями, шашками и нагайками. По официальным данным, всего за день 9 января было убито 96 и ранено 333 человека, а с учётом умерших от ран — 130 убитых и 299 раненых. По подсчётам советского историка В. И. Невского, убитых было до 200, раненых — до 800 человек.
Разгон безоружного шествия рабочих произвёл шокирующее впечатление на общество. Сообщения о расстреле шествия, многократно завышавшие количество жертв, распространялись нелегальными изданиями, партийными прокламациями и передавались из уст в уста. Оппозиция возложила всю ответственность за случившееся на императора Николая II и самодержавный режим. Скрывшийся от полиции священник Гапон призвал к вооружённому восстанию и свержению династии. Революционные партии призвали к свержению самодержавия. По всей стране прокатилась волна забастовок, проходивших под политическими лозунгами. Во многих местах забастовками руководили партийные работники. Традиционная вера рабочих масс в царя пошатнулась, а влияние революционных партий стало расти. Численность партийных рядов быстро пополнялась. Приобрёл популярность лозунг «Долой самодержавие!» По мнению многих современников, царское правительство совершило ошибку, решившись на применение силы против безоружных рабочих. Опасность бунта была предотвращена, но престижу царской власти был нанесён непоправимый урон. Вскоре после событий 9 января министр Святополк-Мирский был отправлен в отставку.

## Ход революции

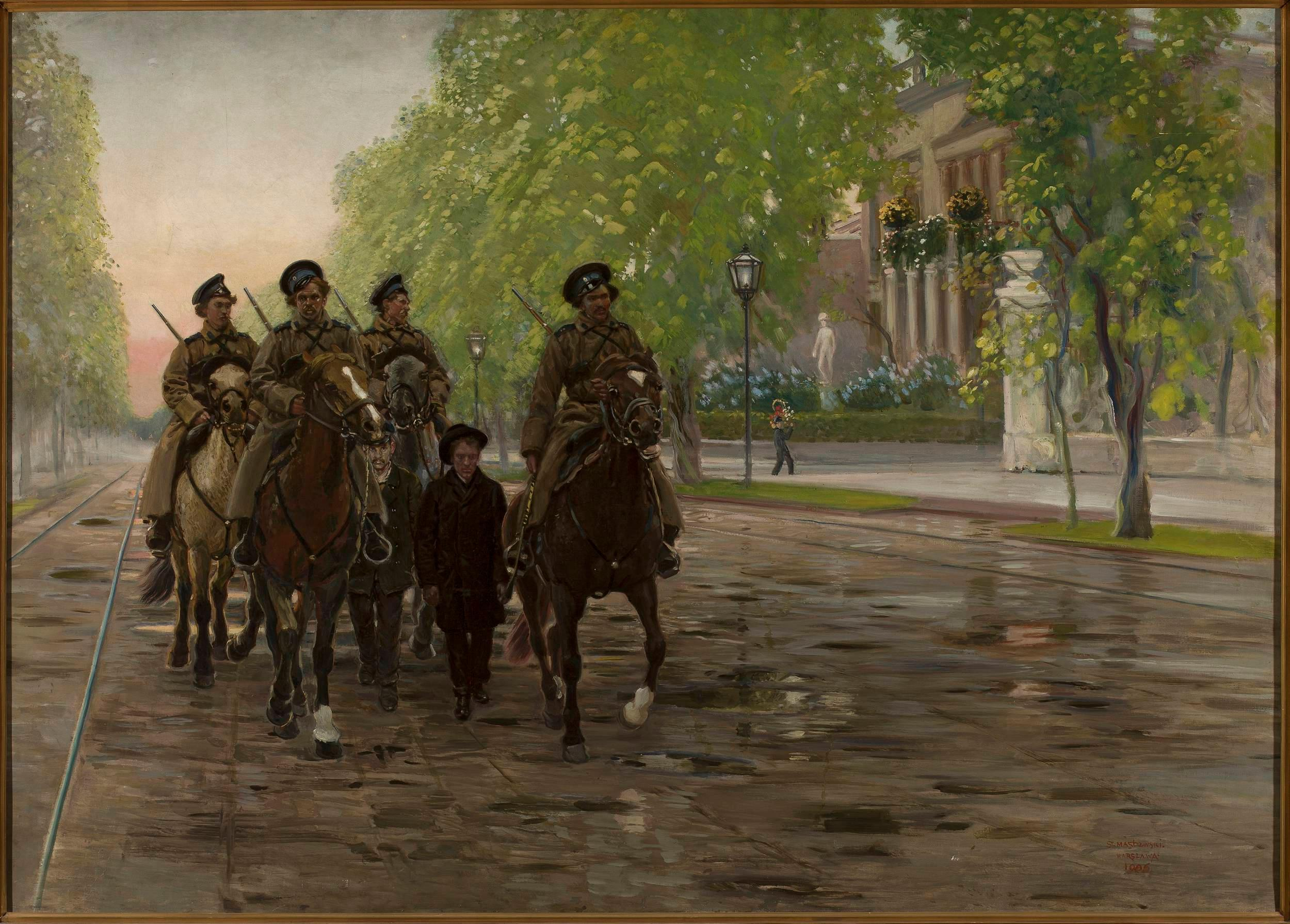
Весна 1905 года. Картина польского художника Станислава Масловского

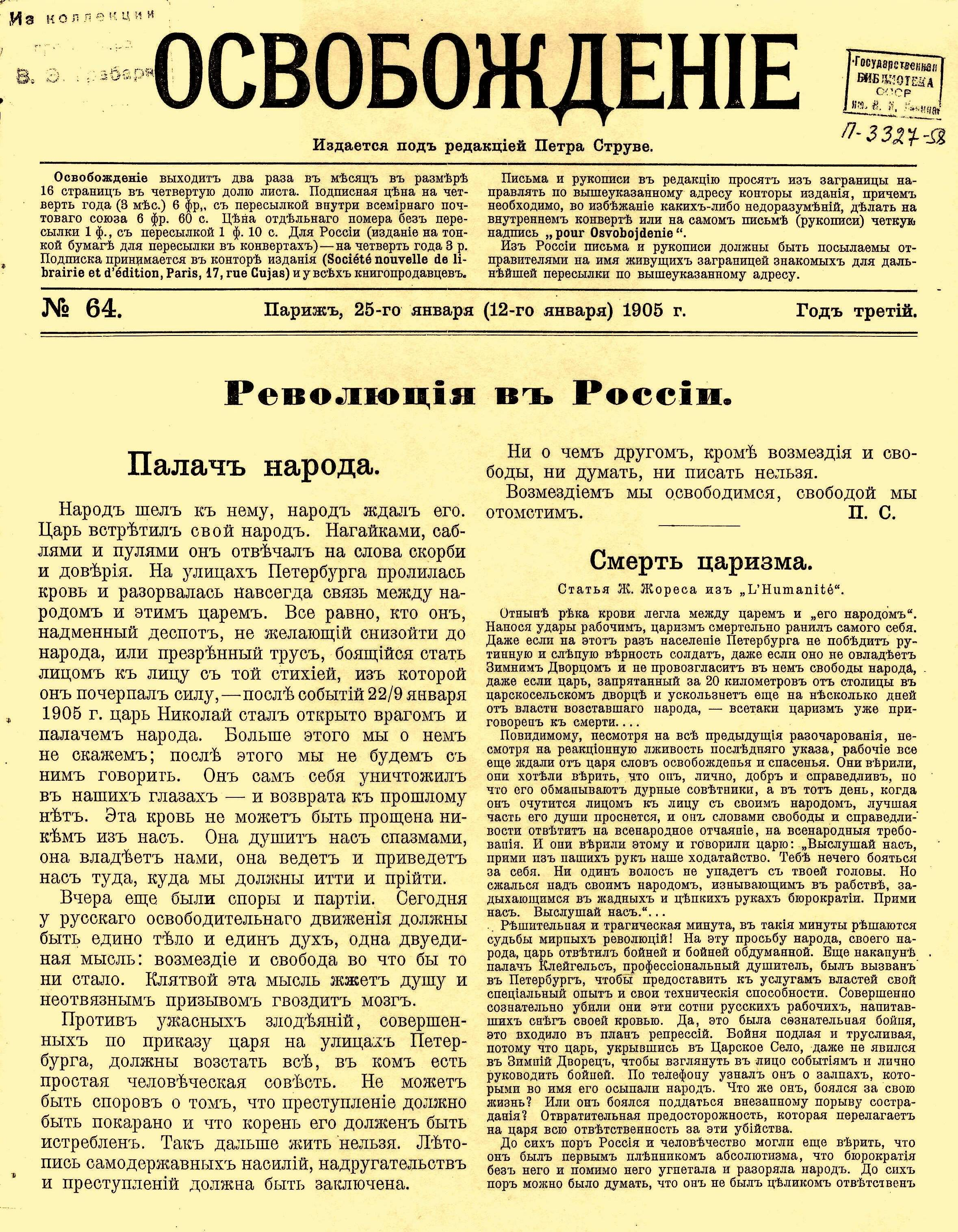
Титульный лист журнала «Освобождения» от 25 января 1905 года, сообщавшего о начале русской революции

После событий 9 января П. Д. Святополк-Мирский был уволен с должности министра внутренних дел и заменён А. Г. Булыгиным; была учреждена позиция Санкт-Петербургского генерал-губернатора, на которую 10 января был назначен генерал Д. Ф. Трепов.
29 января (11 февраля) Указом Николая II была создана комиссия под председательством сенатора Шидловского с целью «безотлагательного выяснения причин недовольства рабочих Петербурга и его пригородов и устранения таковых в будущем». Членами её должны были стать чиновники, фабриканты и депутаты от петербургских рабочих. Политические требования были заранее объявлены неприемлемыми, однако именно их избранные от рабочих депутаты и выдвинули (гласность заседаний комиссии, свобода печати, восстановление закрытых правительством 11 отделов гапоновского «Собрания», освобождение арестованных товарищей). 20 февраля (5 марта) Шидловский представил Николаю II доклад, в котором признал неудачу комиссии; в этот же день царским указом комиссия Шидловского была распущена.

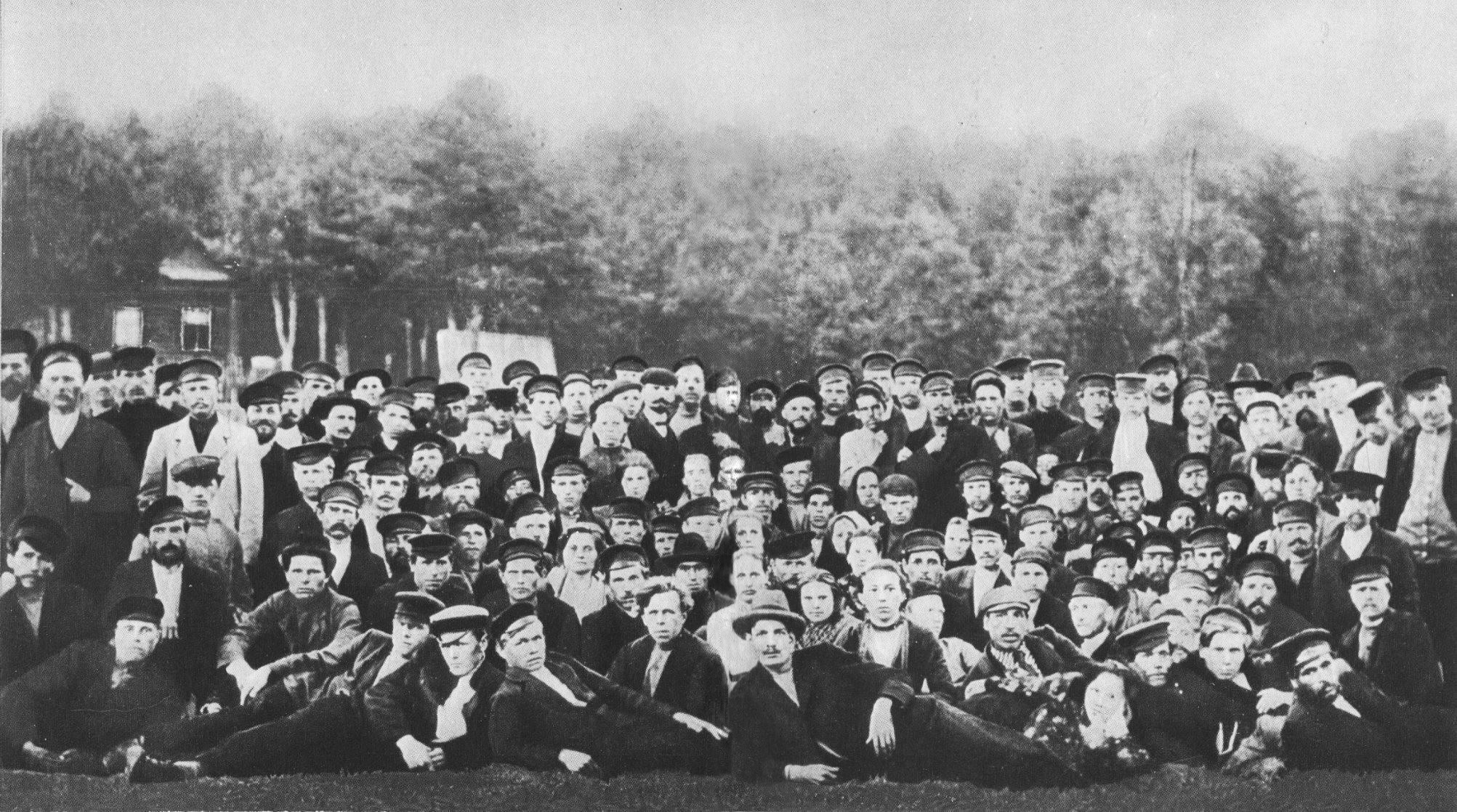
Члены Иваново-Вознесенского общегородского совета рабочих депутатов

После 9 января по стране прокатилась волна забастовок. 12—14 января в Риге и Варшаве состоялась всеобщая стачка протеста против расстрела демонстрации рабочих Петербурга. Началось стачечное движение и забастовки на железных дорогах России. Начались и общероссийские студенческие политические забастовки. В мае 1905 года началась всеобщая стачка иваново-вознесенских текстильщиков, бастовало 70 тыс. рабочих более двух месяцев. Во многих промышленных центрах возникли Советы рабочих депутатов, среди них первым и одним из наиболее известных был Иваново-Вознесенский Совет.
18 февраля был опубликован царский манифест с призывом к искоренению крамолы во имя укрепления истинного самодержавия, и указ Сенату, разрешавший подавать на имя царя предложения по усовершенствованию «государственного благоустройства». Николаем II был подписан рескрипт на имя министра внутренних дел А. Г. Булыгина с предписанием о подготовке закона о выборном представительном органе — законосовещательной Думы.
Опубликованные акты как бы дали направление дальнейшему общественному движению. Земские собрания, городские думы, профессиональная интеллигенция, образовавшая целый ряд всевозможных союзов, отдельные общественные деятели обсуждали вопросы о привлечении населения к законодательной деятельности, об отношении к работе учреждённого под председательством гофмейстера Булыгина «Особого совещания». Составлялись резолюции, петиции, адреса, записки, проекты государственного преобразования.

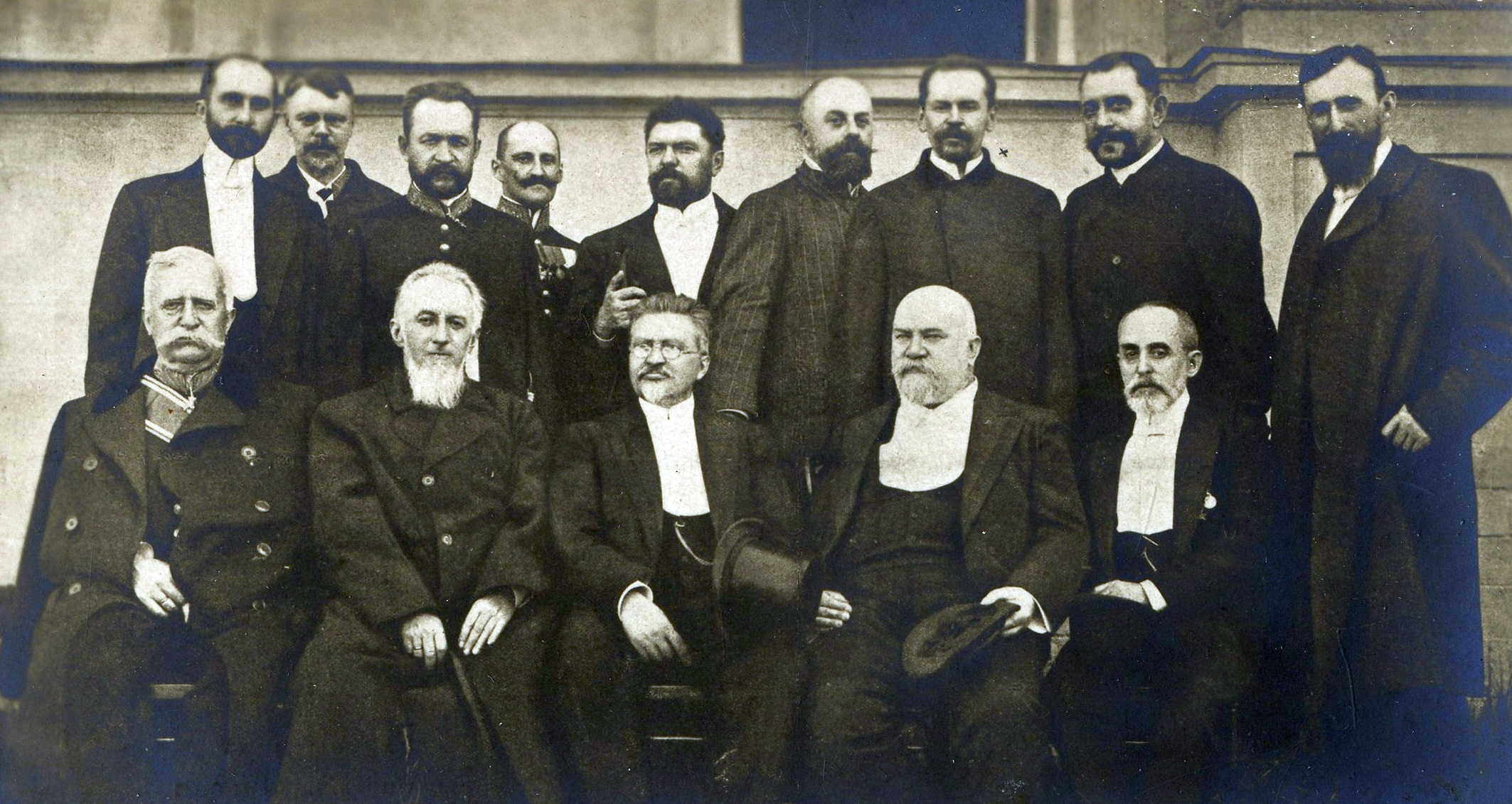
Земские и городские деятели, представившие императору ходатайство о народном представительстве. Петергоф, 6 июня 1905 года. Стоят: Н. Н. Львов, Ф. И. Родичев, Г. Е. Львов, Ф. А. Головин, Н. Н. Ковалевский, П. Д. Долгоруков, С. Н. Трубецкой, Ю. А. Новосильцев, Д. И. Шаховской; сидят: П. Л. Корф, П. А. Гейден, И. И. Петрункевич, М. П. Фёдоров, А. Н. Никитин

Организованные земцами февральский, апрельский и майский съезды, из которых последний прошёл с участием городских деятелей, завершились поднесением Государю Императору 6 июня через особую депутацию всеподданнейшего адреса с ходатайством о народном представительстве.
17 апреля 1905 года был издан Указ об укреплении начал веротерпимости. Он разрешал «отпадение» от православия в другие исповедания. Были отменены законодательные ограничения в отношении старообрядцев, сектантов и частично униатов. Ламаистов было воспрещено впредь официально называть идолопоклонниками и язычниками.

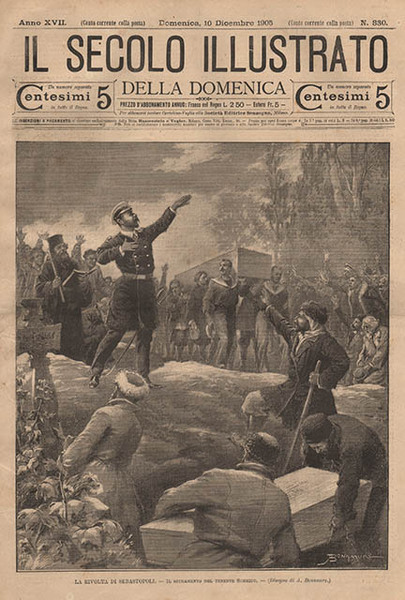
«Клятва лейтенанта Шмидта», иллюстрация из итальянской газеты Il Secolo, 1905 г.

14 июня 1905 года произошло событие, показавшее, что заколебались последние опоры самодержавной власти: взбунтовалась команда броненосца Черноморского флота «Князь Потёмкин-Таврический». Семь человек были убиты на месте. Скорый матросский суд приговорил к смерти командира и корабельного врача. Вскоре броненосец был блокирован, но сумел пробиться в открытое море. Не имея запасов угля и продовольствия, он подошёл к берегам Румынии, где матросы и сдались румынским властям.
15 июня началось вооружённое восстание военных моряков Балтийского флота в Либаве.
21 июня 1905 года начинается восстание в Лодзи, ставшее одним из основных событий в революции 1905—1907 годов в Царстве Польском.
Социальные конфликты отягощались конфликтами на национальной почве. На Кавказе начались столкновения армян с азербайджанцами, продолжавшиеся в 1905—1906 годах.
К подавлению революционных выступлений правительство активно привлекало армию. Так, за 1905 год войска вызывались «для пресечения беспорядков» и выполнения иных задач 3893 раза, при этом 311 раз они применяли оружие. За этот год погибло 73 военнослужащих, 350 получили ранения и 179 — травмы.
6 августа 1905 года Манифестом Николая II была учреждена Государственная дума как «особое законосовещательное установление, коему предоставляется предварительная разработка и обсуждение законодательных предположений и рассмотрение росписи государственных доходов и расходов». Срок созыва был установлен — не позднее середины января 1906 года.
Одновременно было опубликовано Положение о выборах от 6 августа 1905 г., установившее правила выборов в Госдуму. Из четырёх наиболее известных и популярных демократических норм (всеобщие, прямые, равные, тайные выборы) в России оказалась реализованной только одна — тайная подача голосов. Выборы не были ни всеобщими, ни прямыми, ни равными. Организация выборов в Госдуму возлагалась на министра внутренних дел Булыгина.

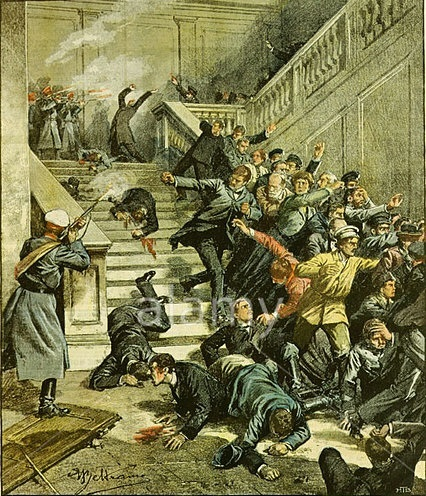
Бойня в Тифлисском совете 15 октября 1905 года. Картина Акилле Бельтраме

В октябре в Москве началась забастовка, которая охватила всю страну и переросла во Всероссийскую октябрьскую политическую стачку. 12—18 октября в различных отраслях промышленности бастовало свыше 2 млн человек.
14 октября петербургский генерал-губернатор Д. Ф. Трепов расклеил на улицах столицы прокламации, в которых, в частности, было сказано, что полиции приказано решительно подавлять беспорядки, «при оказании же к тому со стороны толпы сопротивления — холостых залпов не давать и патронов не жалеть».

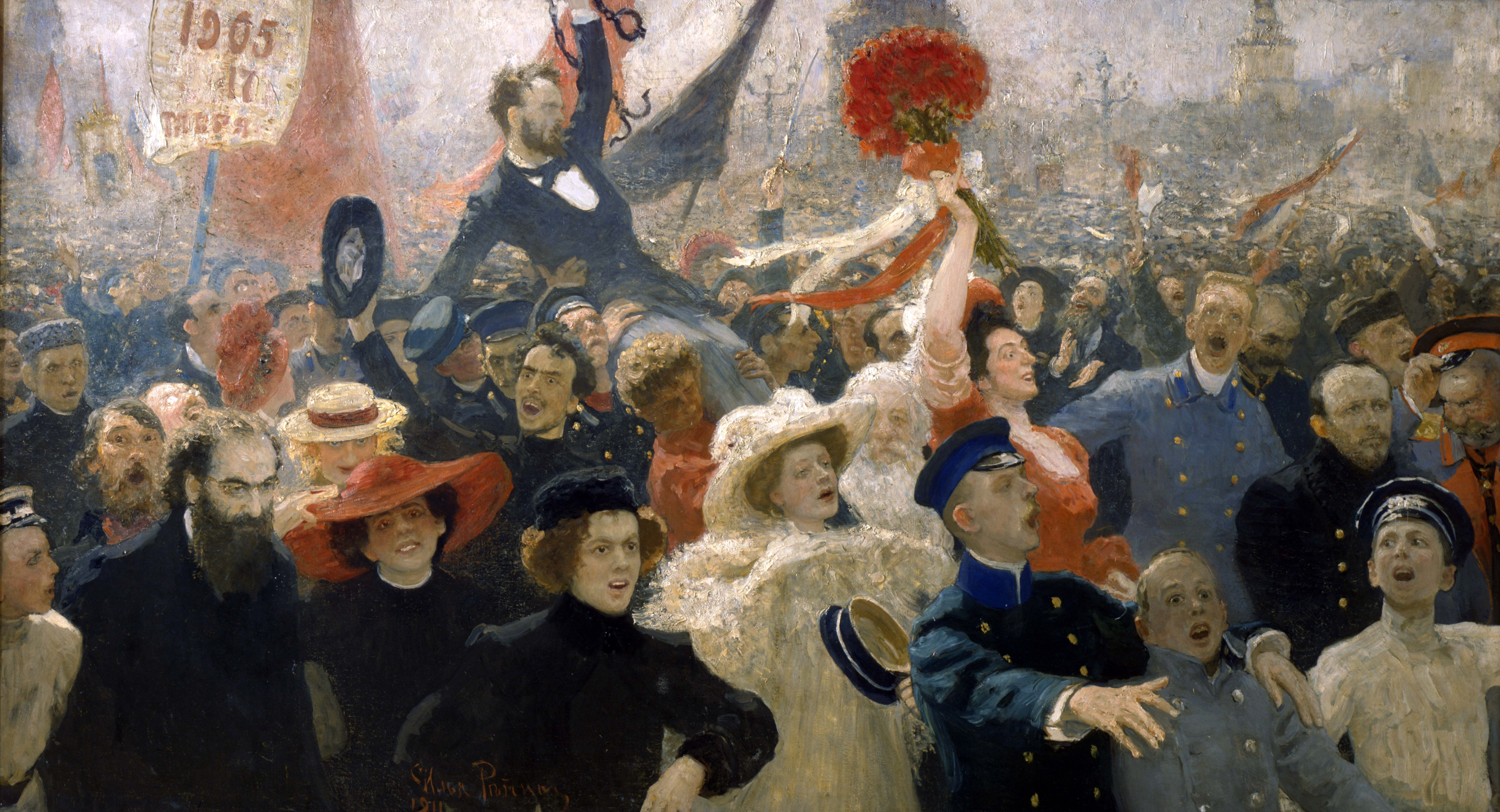
Илья Репин. 17 Октября 1905 года

Эта всеобщая забастовка и, прежде всего, забастовка железнодорожников, вынудили императора пойти на уступки. Манифест 17 октября даровал гражданские свободы: неприкосновенности личности, свободу совести, слова, собраний и союзов. Возникли профессиональные и профессионально-политические союзы, Советы рабочих депутатов, укреплялись социал-демократическая партия и партия социалистов-революционеров, были созданы Конституционно-демократическая партия, «Союз 17 октября», «Союз русского народа» и др. Закон о выборах в Государственную думу был опубликован 11 декабря 1905 года.
Таким образом, требования либералов были выполнены. Самодержавие пошло на создание парламентского представительства. Объявленные политические свободы, однако, не удовлетворили революционные партии, которые собирались получить власть не парламентским путём, а путём вооружённого захвата власти и выдвинули лозунг «Добить правительство!». В свою очередь власти увидели, что пути к отступлению дальше нет, и стали решительно бороться с революцией.

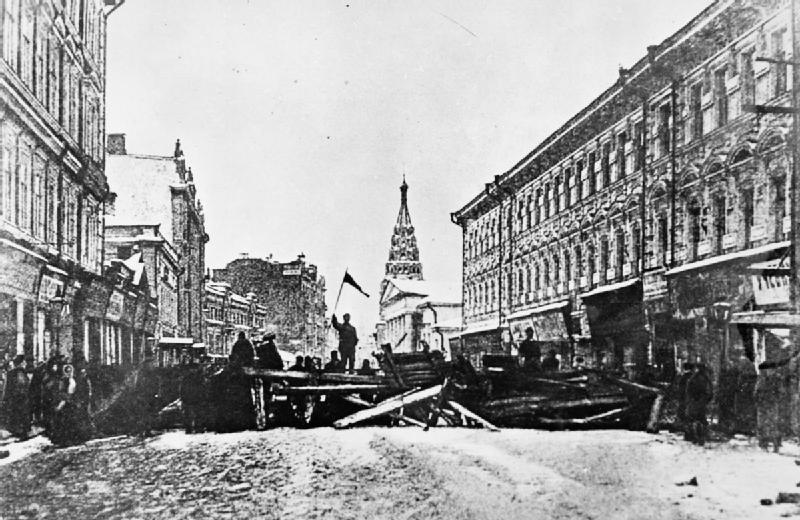
Баррикады во время Декабрьского восстания в Москве

Депутаты Петербургского совета, бывшего организационным центром прошедшей стачки, были арестованы 3 декабря 1905 года. Высшей точки вооружённая борьба в стране достигла в декабре 1905 года в ходе восстания в Москве и ряде других крупных городов (Харькове, Екатеринославе, Ростове-на-Дону). Все они были в скором времени подавлены.
Выборы в Государственную думу проводились в основном в феврале-марте 1906 года. Они бойкотировались представителями как левых, так и крайне правых партий. Полномочия Думы были окончательно определены законом от 20 февраля 1906 года, который их существенно сократил. Парламент проработал 72 дня, обсуждая два проекта по аграрному вопросу от разных фракций. Часть депутатов так же требовала объявления политической амнистии (отъезд, например, из Москвы за границу в течение мая 1906 года был такой усиленный, что выдано было до 6000 паспортов), ликвидации Государственного совета и расширения законодательных прав Думы. В итоге 8 июля 1906 Николай II полагая, что Дума не только не успокаивает народ, но ещё более разжигает смуту («беспорядки на аграрной почве» в июле 1906 года охватили 32 губернии России, а в августе 1906 года крестьянскими волнениями было охвачено 50 % уездов Европейской России), распустил её. В течение следующих 8 месяцев революция была подавлена. По Закону от 5 октября 1906 года крестьяне были уравнены в правах с остальным населением страны. Второй Земельный закон от 9 ноября 1906 года так же разрешал любому крестьянину в любой момент потребовать причитающуюся ему долю общинной земли.
Новые выборы прошли в январе 1907 года. На этот раз в них участвовали представители всего партийного спектра, в том числе и крайне левые. Продолжала обсуждаться аграрная реформа. Кадеты выступали за отчуждение части помещичьей земли и передачу её крестьянам за выкуп, крестьянские депутаты настаивали на национализации земли. Другим острым предметом дебатов стал вопрос о принятии чрезвычайных мер против революционеров. 17 мая 1907 депутаты проголосовали против «незаконных действий» полиции, что никак не устраивало правительство. Роспуск по настоянию П. А. Столыпина 2-й Государственной думы с параллельным изменением избирательного закона (Третьеиюньский переворот 1907 года) не произвёл потрясений и ознаменовал конец революции и утверждение реакции.

## Еврейские погромы
Вслед за погромами весны-лета 1905 года в Мелитополе, Симферополе, Житомире, после опубликования царского манифеста 17 октября 1905 г во многих городах черты оседлости прошли мощные антиправительственные манифестации, в которых приняло активное участие еврейское население. В результате столкновения революционных и патриотических демонстраций начались еврейские погромы, после присоединения люмпенов превратившиеся в обычный грабёж еврейского имущества. Крупнейшие погромы имели место в Одессе (погибло свыше 400 евреев), в Ростове-на-Дону (свыше 150 погибших), Екатеринославе — 67, Минске — 54, Симферополе — свыше 40 и Орше — свыше 100 погибших.

## Политические убийства
Всего с 1901 по 1911 год в ходе революционного терроризма было убито и ранено около 17 тысяч человек (из них 9 тысяч приходятся непосредственно на период революции 1905—1907 гг.). В 1907 году каждый день в среднем погибало до 18 человек. По данным полиции, только с февраля 1905 г. по май 1906 года было убито: генерал-губернаторов, губернаторов и градоначальников — 8, вице-губернаторов и советников губернских правлений — 5, полицеймейстеров, уездных начальников и исправников — 21, жандармских офицеров — 8, генералов (строевых) — 4, офицеров (строевых) — 7, приставов и их помощников — 79, околоточных надзирателей — 125, городовых — 346, урядников — 57, стражников — 257, жандармских нижних чинов — 55, агентов охраны — 18, гражданских чинов — 85, духовных лиц — 12, сельских властей — 52, землевладельцев — 51, фабрикантов и старших служащих на фабриках — 54, банкиров и крупных торговцев — 29.
Известные жертвы террора:

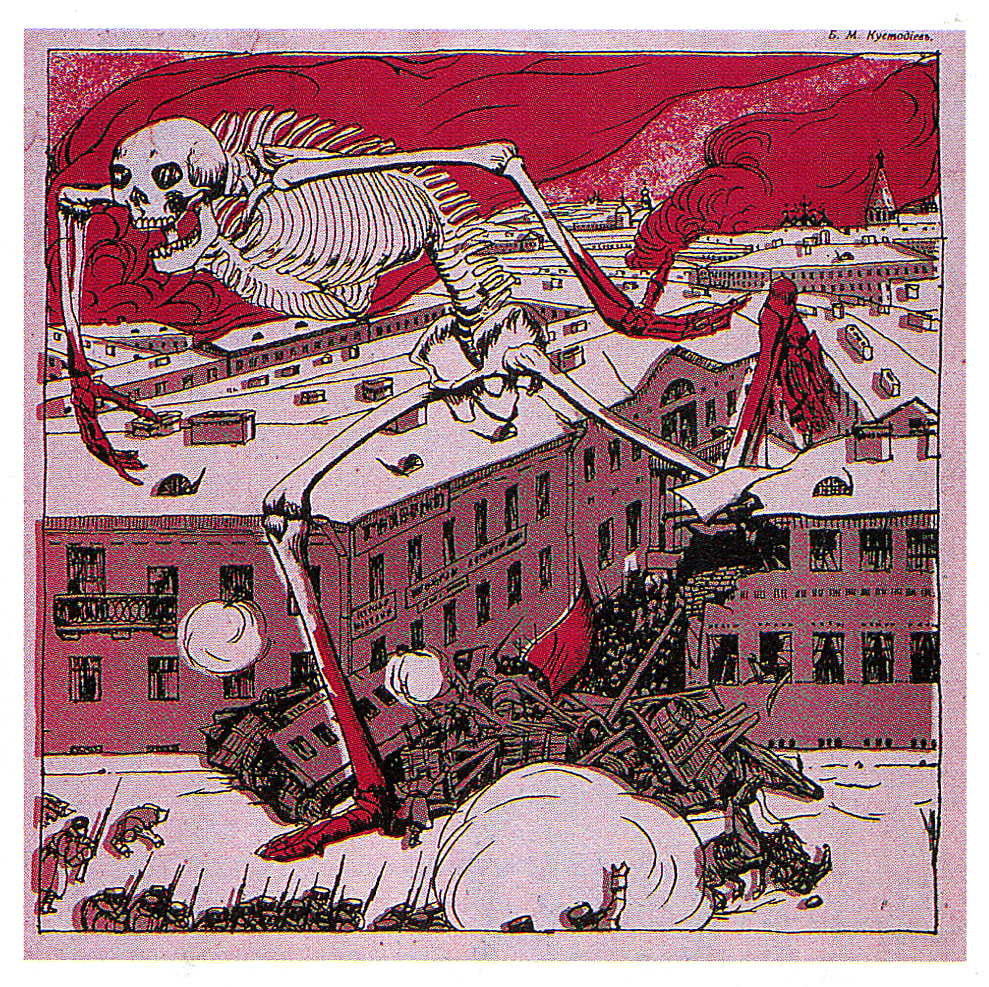
Жупел революции. Рисунок Б. Кустодиева

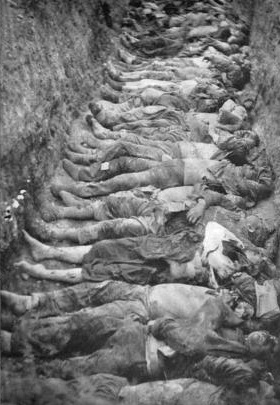
Жертвы Армяно-татарской резни в Нахичевани

- министр народного просвещения Н. П. Боголепов (14.02.1901),
- министр внутренних дел Д. С. Сипягин (2.04.1902),
- уфимский губернатор Н. М. Богданович (6.05.1903),
- министр внутренних дел В. К. Плеве (15.07.1904),
- генерал-губернатор Москвы великий князь Сергей Александрович (4.02.1905),
- московский градоначальник граф П. П. Шувалов (28.06.1905),
- бывший военный министр генерал-адъютант В. В. Сахаров (22.11.1905),
- тамбовский вице-губернатор Н. Е. Богданович (17.12.1905),
- начальник Пензенского гарнизона генерал-лейтенант В. Я. Лисовский (2.01.1906),
- начальник штаба Кавказского военного округа генерал-майор Ф. Ф. Грязнов (16.01.1906),
- тверской губернатор П. А. Слепцов (25.03.1906),
- командующий Черноморским флотом вице-адмирал Г. П. Чухнин (29.06.1906),
- самарский губернатор И. Л. Блок (21.07.1906),
- пензенский губернатор С. А. Хвостов (12.08.1906),
- командир л-гв. Семёновского полка генерал-майор Г. А. Мин (13.08.1906),
- симбирский генерал-губернатор генерал-майор К. С. Старынкевич (23.09.1906),
- бывший киевский генерал-губернатор член Государственного Совета граф А. П. Игнатьев (9.12.1906),
- акмолинский губернатор генерал-майор Н. М. Литвинов (15.12.1906),
- петербургский градоначальник В. Ф. фон дер Лауниц (21.12.1906),
- главный военный прокурор В. П. Павлов (27.12.1906),
- пензенский губернатор С. В. Александровский (25.01.1907),
- одесский генерал-губернатор генерал-майор К. А. Карангозов (23.02.1907),
- начальник Главного тюремного управления А. М. Максимовский (15.10.1907).

12 августа 1906 года эсерами-максималистами было совершено покушение на премьер-министра России П. А. Столыпина, в результате которого погибло и умерло от ран 30 человек, сам Столыпин остался жив. Для борьбы с террором 19 августа 1906 года по инициативе Столыпина было принято «Положение Совета министров о военно-полевых судах» для ускорения судопроизводства по делам лиц, обвиняемых в разбое, убийствах, грабеже, нападениях на военных, полицейских и должностных лиц и в других тяжких преступлениях, в тех случаях, когда за очевидностью преступления нет необходимости в дополнительном расследовании.

## Революционные организации

### Партия социалистов-революционеров
Боевая организация была создана партией эсеров в начале 1900-х годов для борьбы против самодержавия в России путём террора. В составе организации от 10 до 30 боевиков во главе с Г. А. Гершуни, с мая 1903 — Е. Ф. Азефом. Организовала убийства министра внутренних дел Д. С. Сипягина и В. К. Плеве, уфимского губернатора Н. М. Богдановича, великого князя Сергея Александровича; готовила покушения на Николая II, министра внутренних дел П. Н. Дурново, московского генерал-губернатора Ф. В. Дубасова, харьковского губернатора князя И. М. Оболенского, священника Г. А. Гапона и другие.

### РСДРП
Боевая техническая группа при ЦК РСДРП, которую возглавлял Л. Б. Красин, была центральной боевой организацией большевиков. Группа осуществляла массовые поставки оружия в Россию, руководила созданием, тренировкой и вооружением боевых дружин, участвовавших в восстаниях.
Помимо этого, в 1905 году Л. Б. Красину было поручено организовать подпольную типографию в центральной части России для печати газет и листовок с целью усиления пропаганды и агитации среди рабочих. Такая типография была создана в Москве на улице Лесной под видом магазина с кавказскими фруктами. Она проработала с 1905 по 1906 гг. и не была раскрыта царскими властями.
Военно-техническое бюро московского комитета РСДРП — московская боевая организация большевиков.
В неё входил П. К. Штернберг. Бюро руководило большевистскими боевыми отрядами во время московского восстания.

### Другие революционные организации
- Польская социалистическая партия (PPS, ППС). Только в 1906 году боевики ППС убили и ранили около 1000 человек. Одной из крупных акций было Безданское ограбление 1908 года.
- Финляндская партия активного сопротивления
- Еврейская социал-демократическая партия Поалей Цион
- Социалистическая еврейская рабочая партия
- Всеобщий еврейский рабочий союз Литвы, Польши и России (Бунд)
- Грузинские национальные демократы
- «Дашнакцутюн» — армянская революционно-националистическая партия. Во время революции активно участвовала в армяно-азербайджанской резне 1905—1906 года. Дашнаки убили немало должностных и частных лиц, неугодных армянам: генерала Алиханова, губернаторов Накашидзе и Андреева, полковников Быкова, Сахарова. В раздувании конфликта между армянами и азербайджанцами революционеры обвиняли царские власти.
- Армянская социал-демократическая организация «Гнчак»
- Латвийская социал-демократическая рабочая партия. 13 февраля 1906 года её члены совершили ограбление Госбанка в Гельсингфорсе.
- Латышские лесные братья. В Курляндской губернии в январе — ноябре 1906 совершили до 400 акций: убивали представителей власти, нападали на полицейские участки, сжигали помещичьи имения.
- Белорусская социалистическая громада
- Украинская социал-демократическая рабочая партия
- Украинская демократическо-радикальная партия
- Украинская народная партия
- Федерация анархистов «Хлеб и воля»
- Федерация анархистов «Чёрное знамя»
- Федерация анархистов «Безначалие»

## Итоги революции
- Начало развития парламентаризма в России: учреждена Государственная Дума, а существовавший ранее Госсовет преобразован в верхнюю палату парламента;
- ограничение самодержавия;
- введены демократические свободы, включая свободу слова и вероисповедования;
- разрешены профсоюзы, возникают легальные политические партии;
- юридически отменена цензура;
- буржуазия получила возможность участвовать в политической жизни страны;
- улучшилось положение рабочих, рабочий день уменьшился до 9—10 часов;
- улучшено положение ряда национальных меньшинств (поляки, латыши, литовцы), что привело к росту их национального самосознания;
- отменены выкупные платежи крестьян, расширена свобода их передвижения;
- ограничена власть земских начальников;
- повышение заработной платы[65]

Российский историк Олег Будницкий оценил итоги революции так:

Россия после первой русской революции двинулась в правильном направлении. Если говорить образно, огромный русский паровоз встал на европейские рельсы и, хотя медленно и со скрипом, покатился по ним. Идеализировать ту Россию я бы не стал, но, опять же, если бы не Первая мировая война, у страны был реальный шанс пойти по пути постепенной экономической и политической модернизации…
…Революция — кровавое и страшное дело. Она происходит тогда, когда власть безнадежно запаздывает с давно назревшими преобразованиями. Как точно заметил американский советолог Ричард Пайпс, в 1905 году реформы в России были даны под дулом револьвера. А в таком случае они зачастую проводятся непродуманно, непоследовательно, спешно и поэтому не всегда приводят к тому результату, которого хотелось бы достичь.

## Отображение в искусстве

## Версия о спонсировании революции Японией
Доктор исторических наук Д. Б. Павлов в книге «Русско-японская война. Секретные операции на суше и на море» пишет о связях японцев и российских революционеров[прояснить]. В интервью в 2020 году он отметил, что Япония выделила на революцию в России более миллиона японских йен — в пересчёте по сегодняшнему курсу это примерно 40 миллионов долларов США.

## Иллюстрации

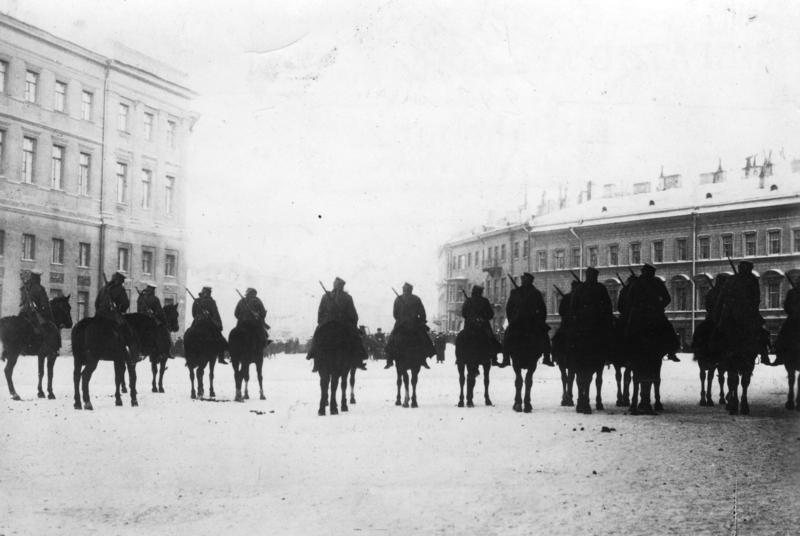
9 января 1905 г. Кавалеристы у Певческого моста задерживают движение шествия к Зимнему дворцу.
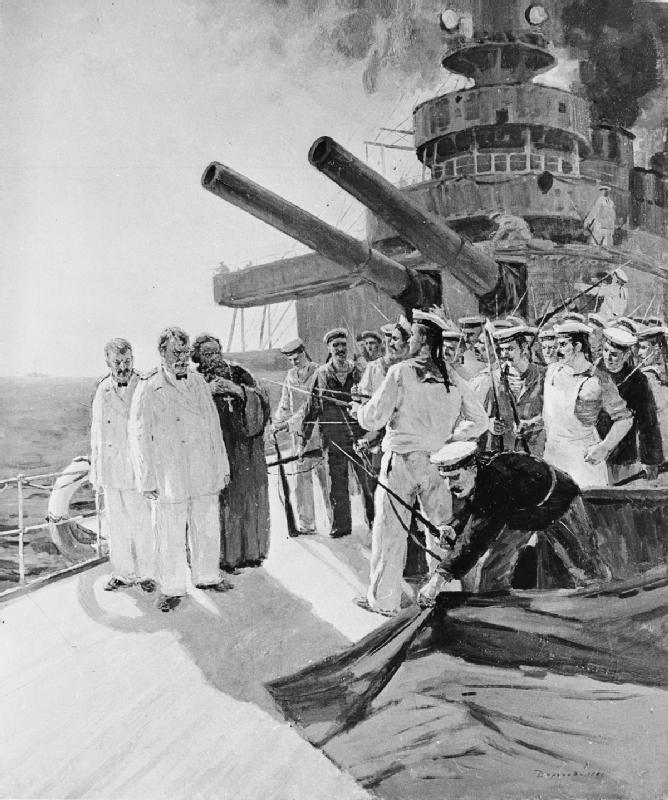
Восстание на броненосце «Потёмкин». Лето 1905 г.
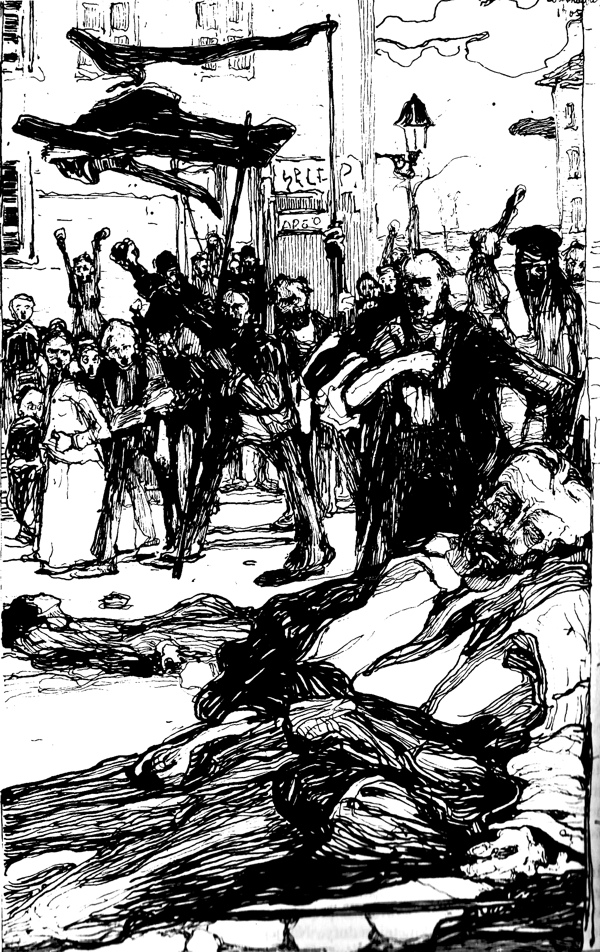
Уличная демонстрация. Картина Витольда Войткевича.
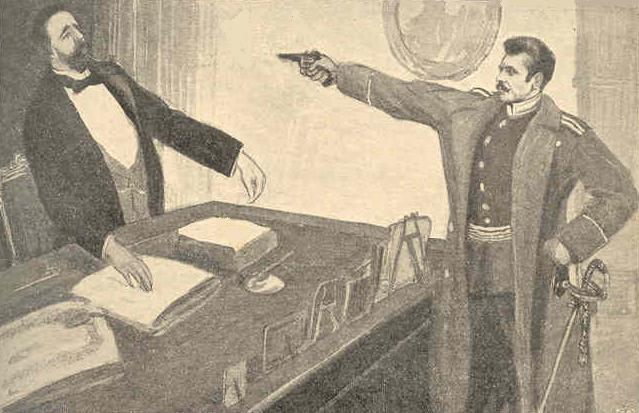
Финский активист Леннарт Хоэнтал убивает прокурора Сойсалон-Сойнинена в его доме в Хельсинки 6 февраля 1905.
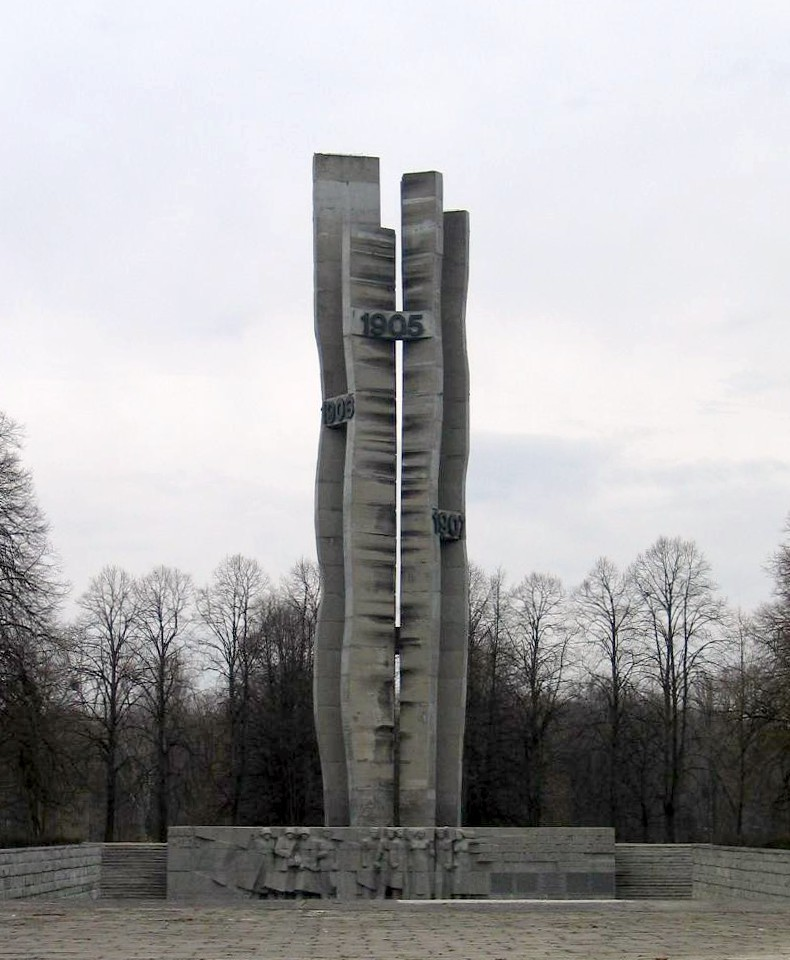
Памятник революции 1905 года в Лодзи.
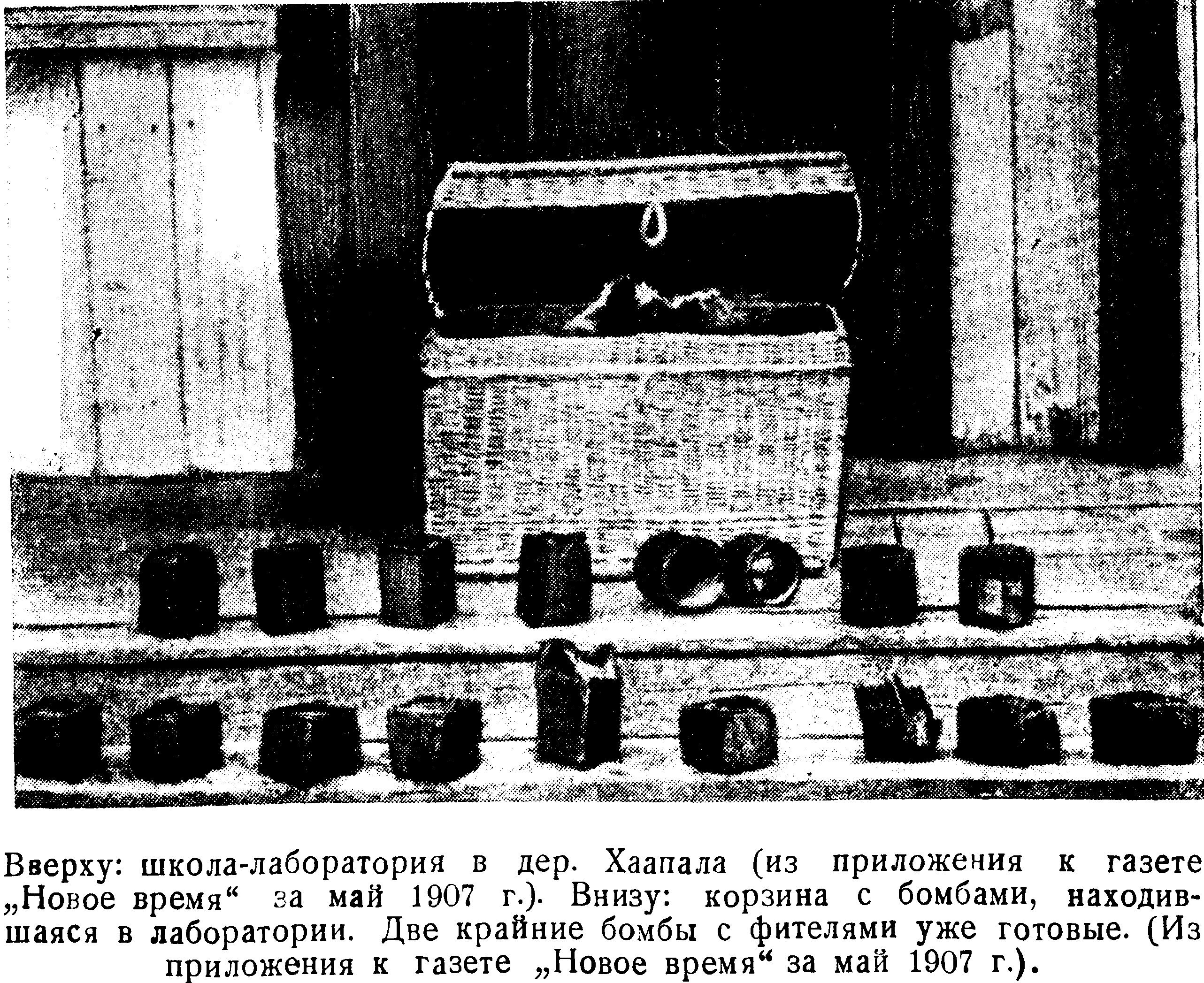
Корзина с бомбами, находившаяся в большевистской школе-лаборатории в деревне Хаапала.
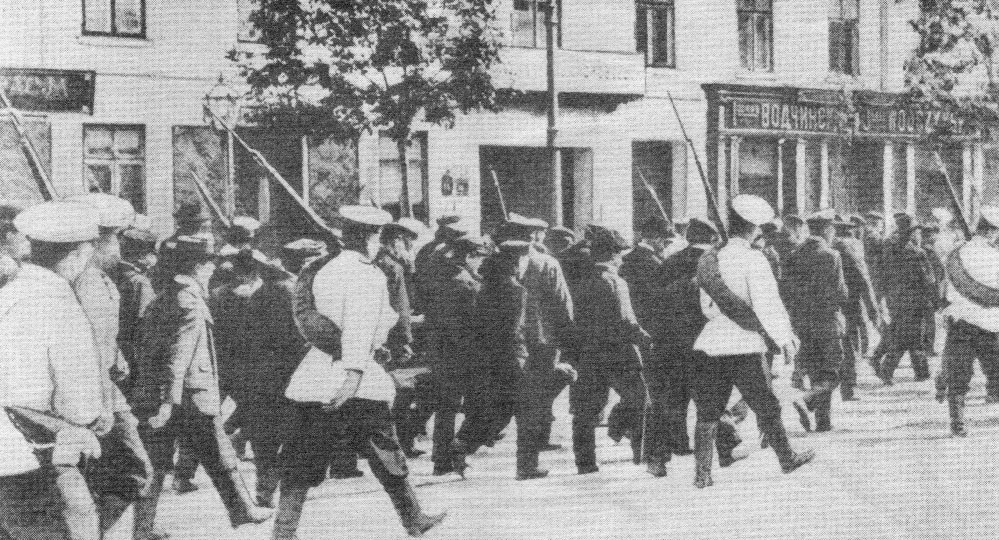
Солдаты ведут группу арестованных. 1906.
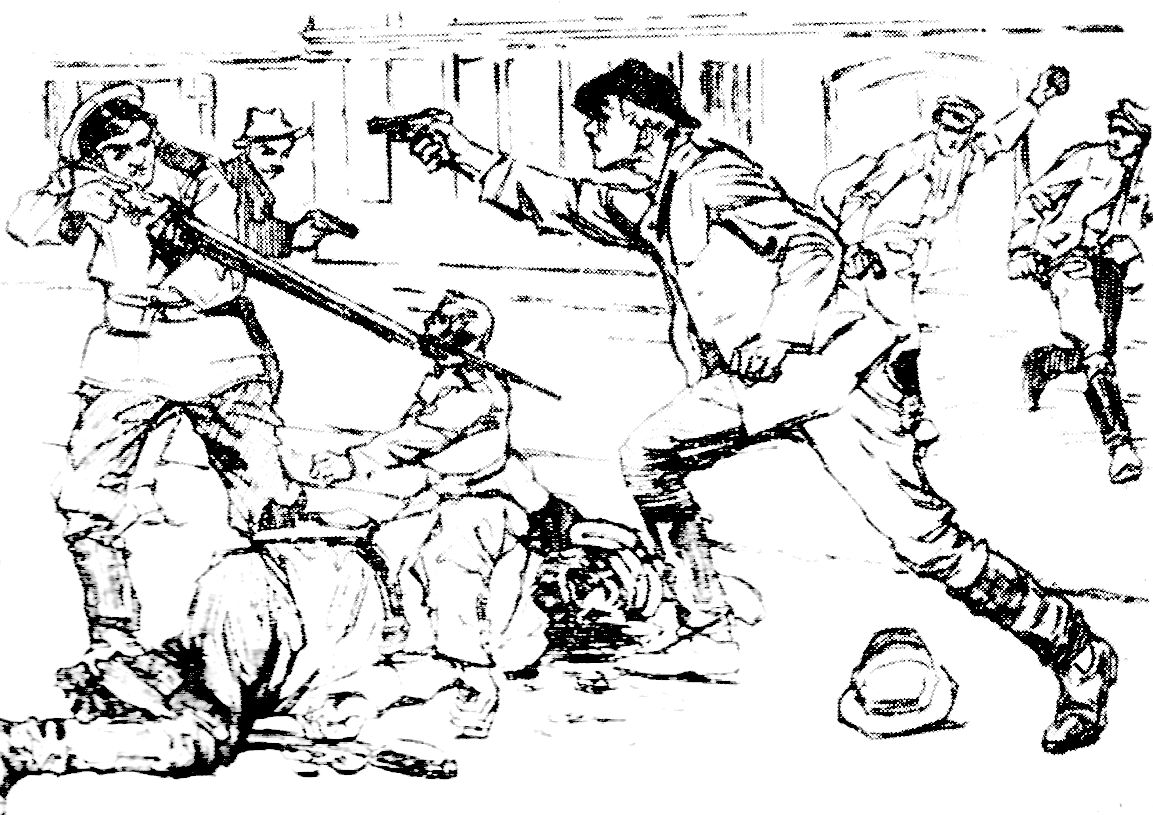
Боевик стреляет в полицейского. Рисунок из польской социалистической газеты Robotnik. 1907.
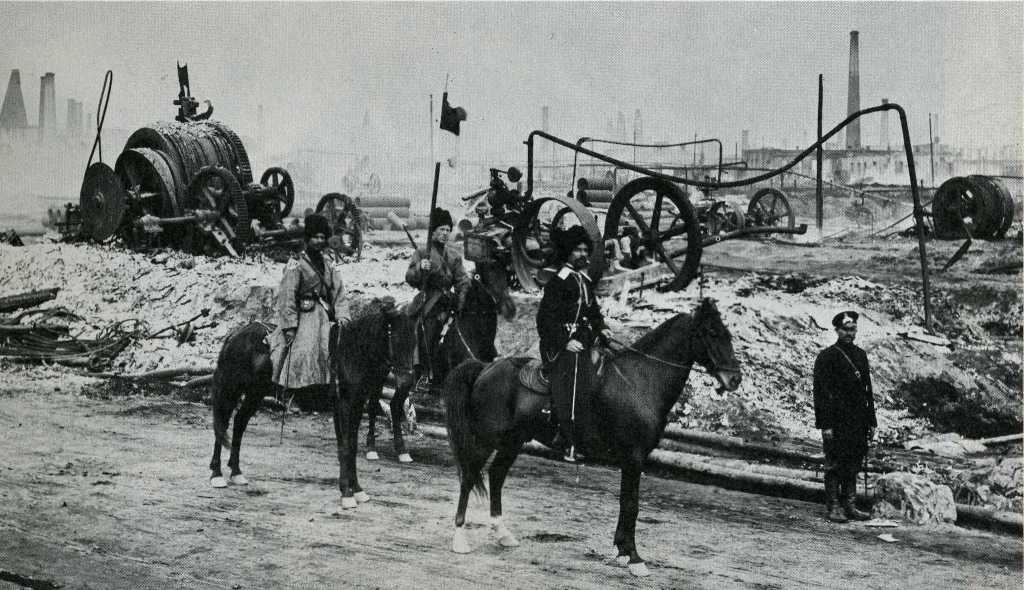
Казачий патруль возле нефтепромыслов в Баку, сожжённых во время Армяно-татарской резни. 1905.
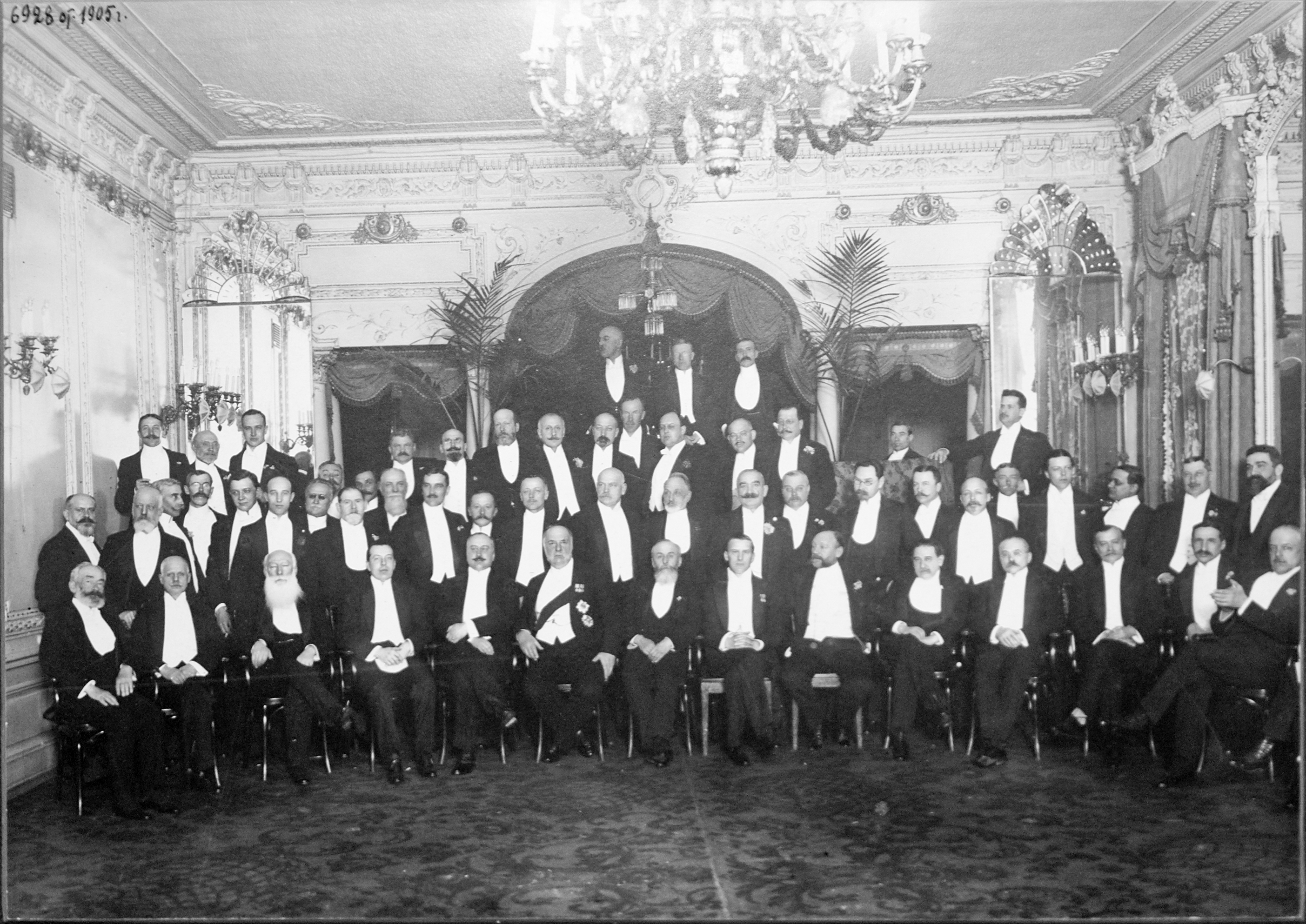
Депутаты Всероссийского дворянского съезда. Санкт-Петербург, 1906.
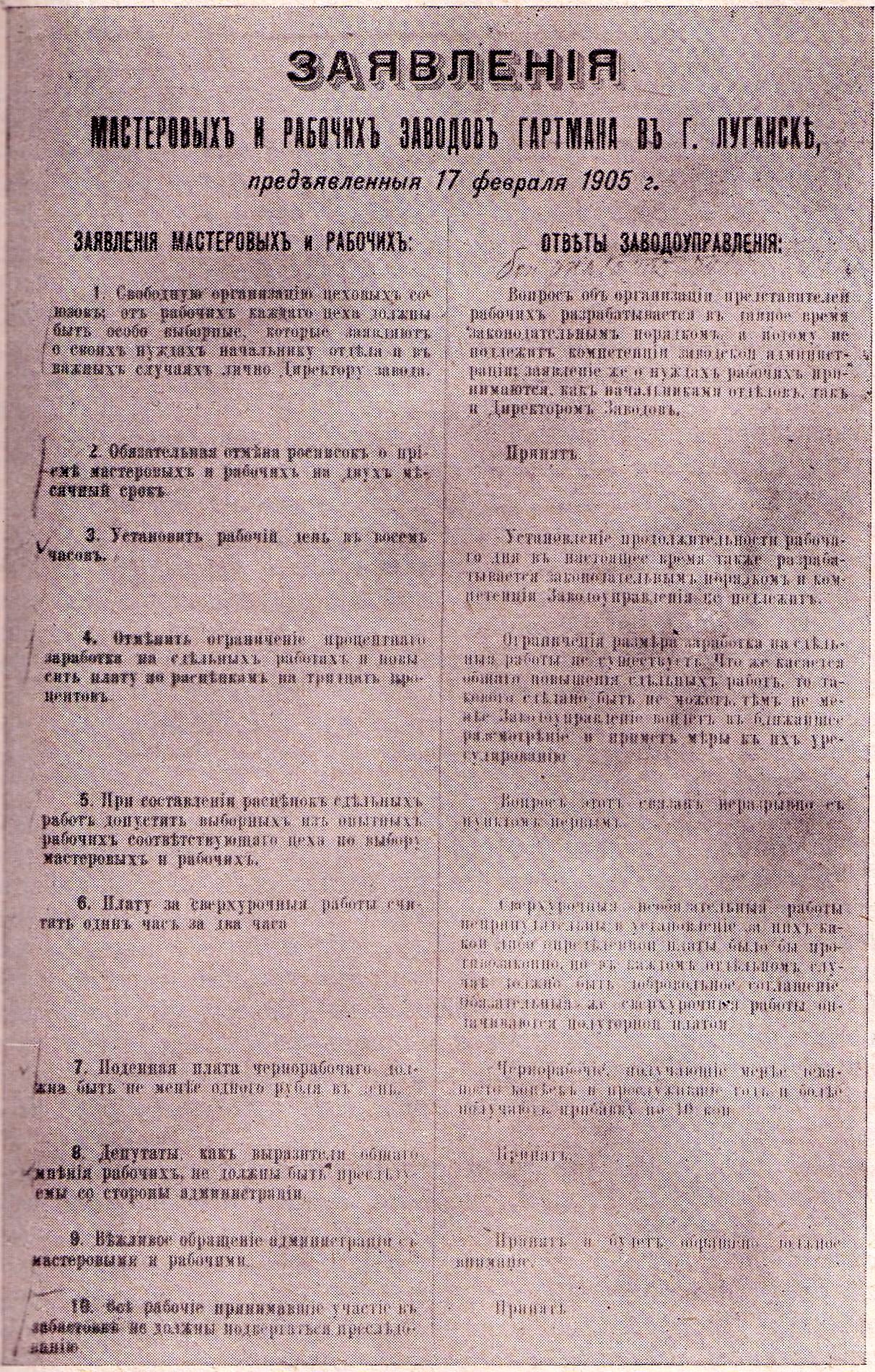
Требования рабочих завода Гартмана во время первой русской революции. 1905.
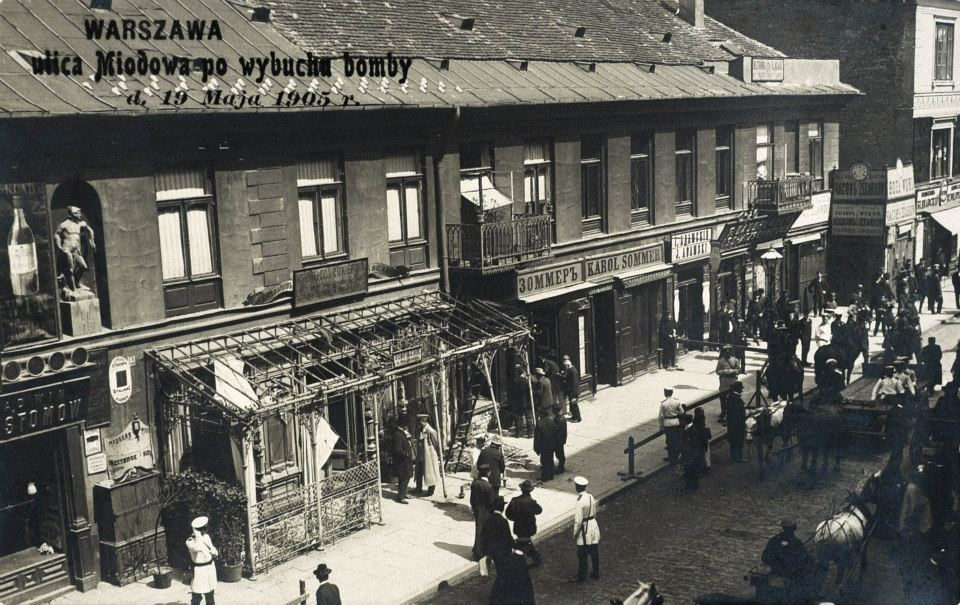
Улица в Варшаве после взрыва бомбы боевиком ППС. 1906.
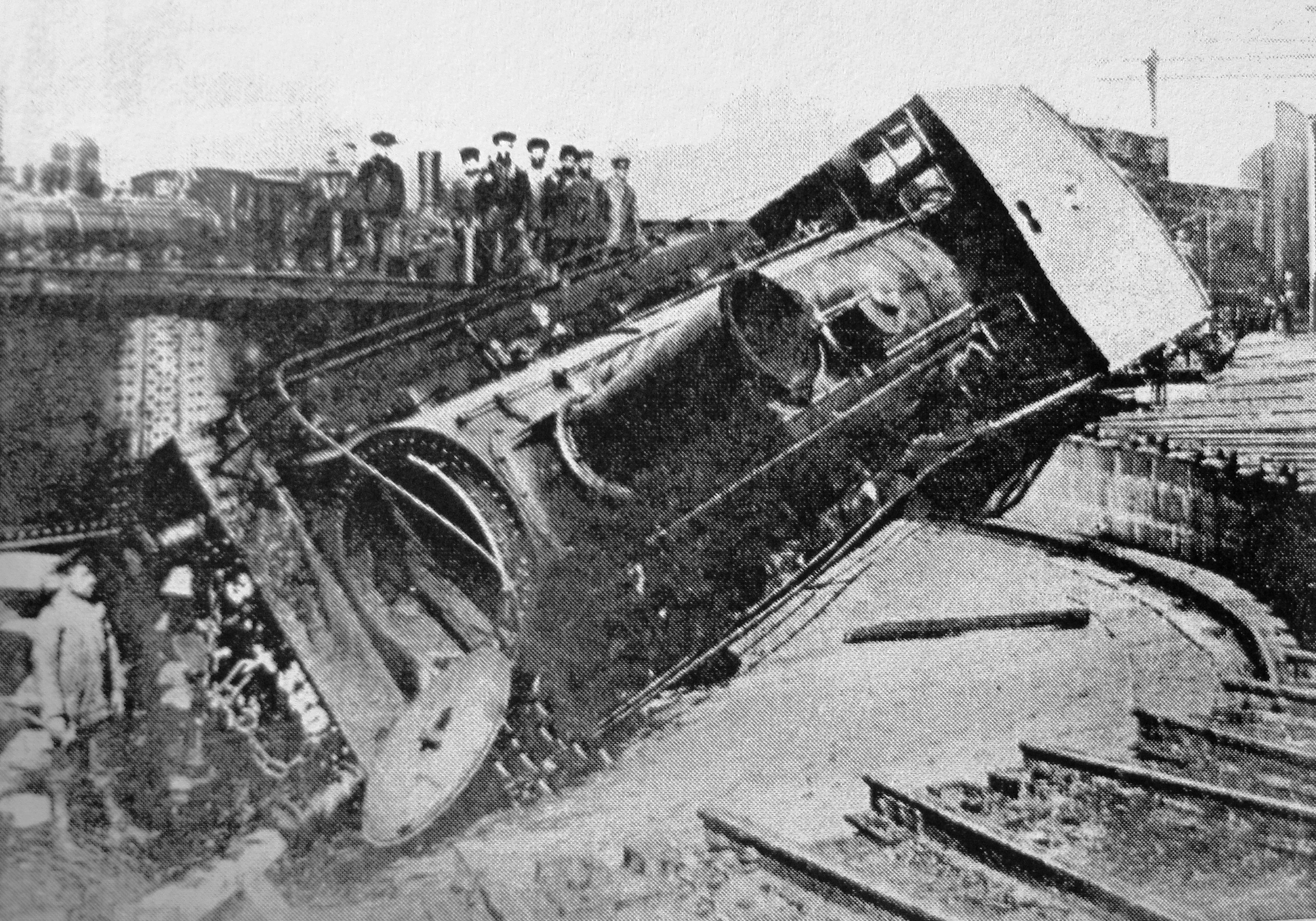
Поезд в Тифлисе, перевёрнутый во время забастовки работников Закавказской железной дороги
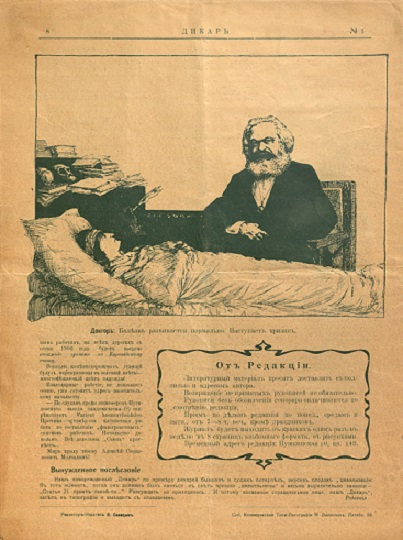
«Карл Маркс — доктор больной России». Иллюстрация из журнала «Дикарь», 1906.

## В филателии

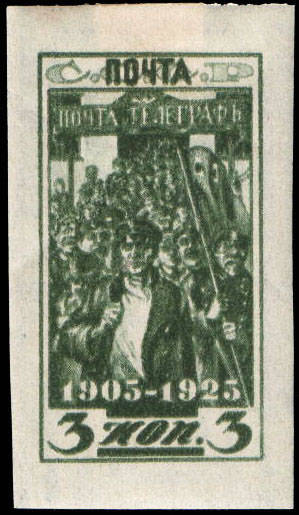
Почтовая марка СССР, 1925 год, посвящённая 20-летию первой русской революции. Забастовка
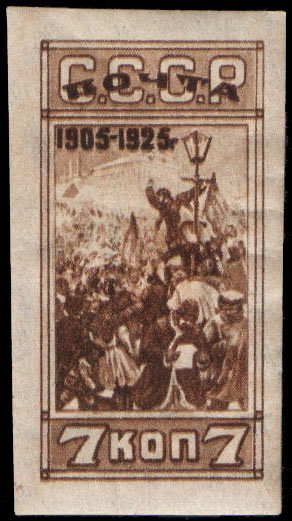
Почтовая марка СССР, 1925 год, посвящённая 20-летию первой русской революции. Митинг
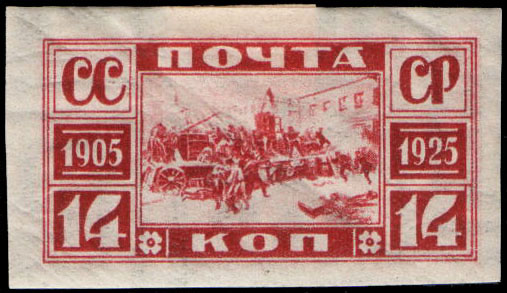
Почтовая марка СССР, 1925 год, посвящённая 20-летию первой русской революции. Баррикады
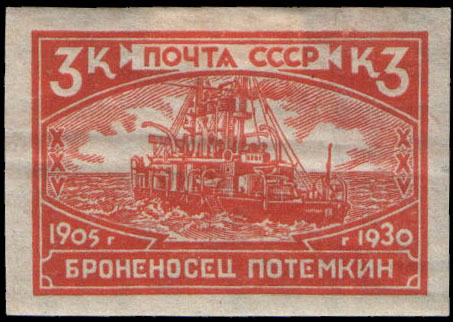
Почтовая марка СССР, 1930 год. К 25-летию революции 1905-1907 гг. Броненосец Потёмкин.
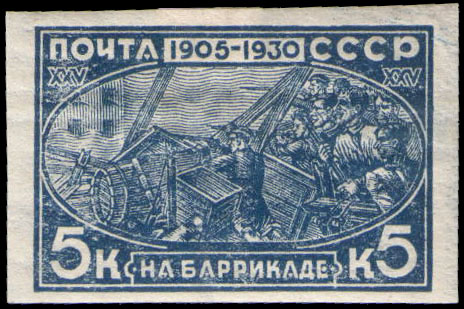
Почтовая марка СССР, 1930 год. К 25-летию революции 1905-1907 гг. Баррикада на Красной Пресне
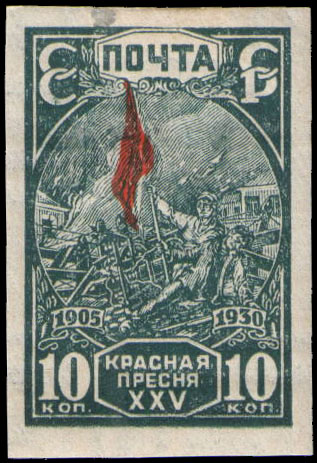
Почтовая марка СССР, 1930 год. К 25-летию революции 1905-Крансое знамя на баррикадах.
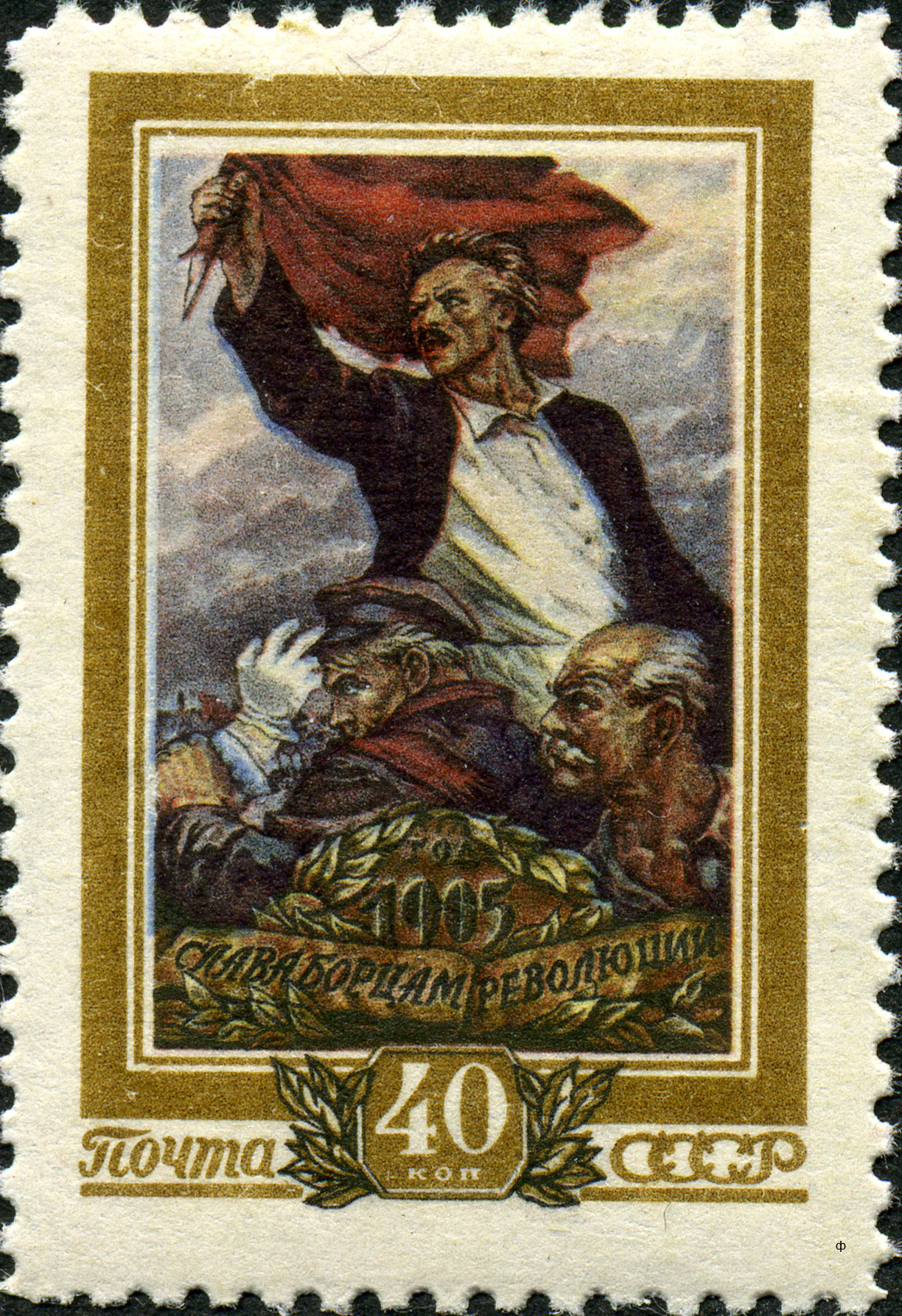
Почтовая марка СССР, 1956 год.
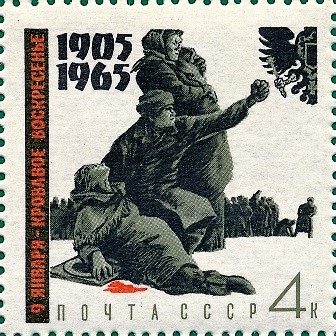
60 лет Первой русской революции
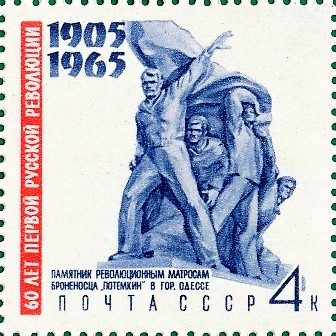
60 лет Первой русской революции
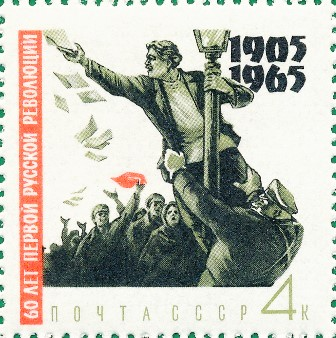
60 лет Первой русской революции
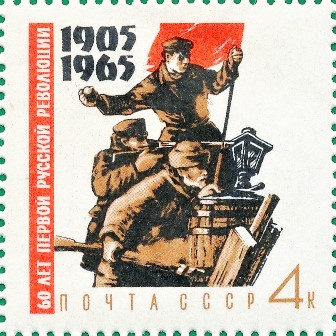
60 лет Первой русской революции
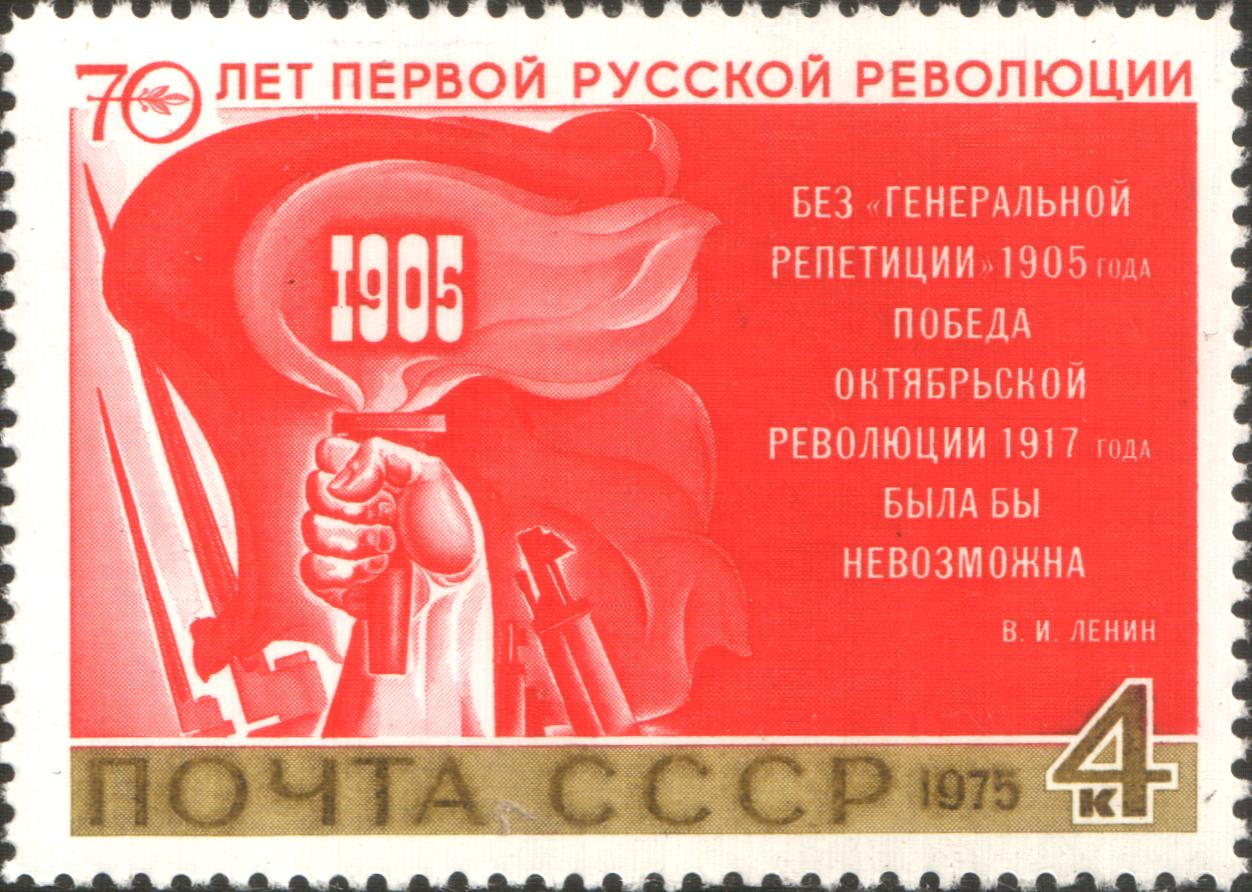
60 лет Первой русской революции
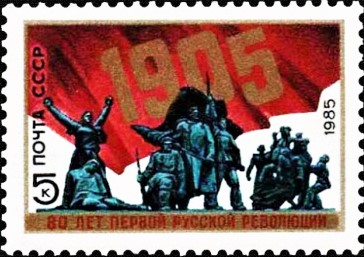
Почтовая марка СССР, 1985 г. 80-летие Первой русской революции.